# Ashley (Test Valley)
Pour les articles homonymes, voir Ashley.
Ashley est une paroisse civile et un village du Hampshire, en Angleterre.